# Symphonie no 4 de Glass
Pour les articles homonymes, voir Symphonie no 4.
« Heroes »
La Symphonie no 4 dite « Heroes » de Philip Glass est une œuvre composée en 1996 pour un orchestre symphonique et basée sur l'album expérimental et avant-gardiste "Heroes" (1978) de David Bowie dont elle emprunte le nom. Cette symphonie a été commissionnée par la chorégraphe Twyla Tharp pour son ballet homonyme.

## Historique
La musique minimaliste de Philip Glass des années 1970 a influencé notamment les compositions de David Bowie et de Brian Eno de la même époque. Bowie, collaborant avec Eno, écrit alors deux albums expérimentaux Low et "Heroes" où se retrouvent des techniques compositionnelles d'écriture empruntées notamment à ce courant.
C'est en 1996 que la chorégraphe américaine Twyla Tharp, amie de longue date de Glass, lui demande de composer une partition symphonique pour son ballet à venir. À la suite d'une rencontre entre Tharp, Glass et Bowie, ce dernier donne son accord pour réitérer l'expérience de 1992 de la Première Symphonie de Glass inspirée de l'album Low. Philip Glass compose alors sa quatrième symphonie dite « Heroes » autour de certains motifs de six chansons de l'album éponyme bouclant ainsi une boucle d'influences mutuelles avec le célèbre chanteur.
Twyla Tharp crée son spectacle Heroes sur cette quatrième symphonie à New York le 20 septembre 1996 donnant ainsi la première publique de l'œuvre qui fut toutefois enregistrée quelque temps auparavant dans les studios de Glass.

## Structure
La symphonie est composée de six mouvements qui empruntent leurs titres à des chansons de l'album éponyme de Bowie :
1. Heroes – 5 min 53 s
2. Abdulmajid – 8 min 53 s
3. Sense of Doubt – 7 min 21 s
4. Sons of the Silent Age – 8 min 19 s
5. Neuköln – 6 min 44 s
6. V2 Schneider – 6 min 49 s

L'exécution de l'œuvre dure environ 40 minutes.

## Discographie sélective
- Symphonie no 4 « Heroes », par l'American Composers Orchestra dirigé par Dennis Russell Davies, chez Point Music (1997) ou Decca Records (2003).
- Symphonie no 4 « Heroes », par l'Orchestre symphonique de Bournemouth dirigé par Marin Alsop, chez Naxos (2006).